# Reza Norouzi
Pour les articles homonymes, voir Norouzi.
Reza Norouzi (persan : رضا نوروزی) (né le 21 septembre 1982 à Izeh en Iran) est un footballeur international iranien, qui évolue au poste d'attaquant.

## Biographie

### Carrière en sélection
Avec l'équipe d'Iran, il joue 6 matchs (pour aucun but inscrit) entre 2010 et 2014. 
Il figure dans le groupe des sélectionnés lors de la coupe d'Asie des nations de 2011, où son équipe atteint les quarts de finale.

## Palmarès
Il meilleur buteur du Championnat d'Iran  avec 24 réalisations alors qu'il joue au Foolad Ahvaz.